# Никулицын
Никулицын — древнерусский город в Вятской земле. Ныне — село Никульчино в Слободском районе Кировской области. 
Археологические раскопки на Никульчинском городище проводились во второй половине 1950-х годов Л. П. Гуссаковским, а позже Л. Д. Макаровым. Городище площадью 1 га защищено двумя валами и рвом. Внешний вал сохранился лишь на высоту одного метра, зато внутренний даже сейчас возносится на 4 метра. Глубина рва достигает трёх метров. В мысовой части имеются остатки более древнего вала и заплывшего рва, которые отгораживают так называемое «малое городище» — древнейшую часть городища, которая и раскапывалась, так как «большое городище» было почти полностью разрушено церковным кладбищем XVI—XIX веков.

## Дославянский период
«Малое городище» было сооружено ещё в ананьинское время, в IV—III веках до н. э., затем укрепления подсыпались людьми худяковской (находки I—V веков н. э.) и еманаевской культур. Наконец, здесь обосновались чудь отяки «Повести о стране Вятской», оборонявшие крепость от нападения новгородцев. Л. Д. Макаров отождествляет чудь отяков с населением кочергинской культуры.

## Никулицын — русский город

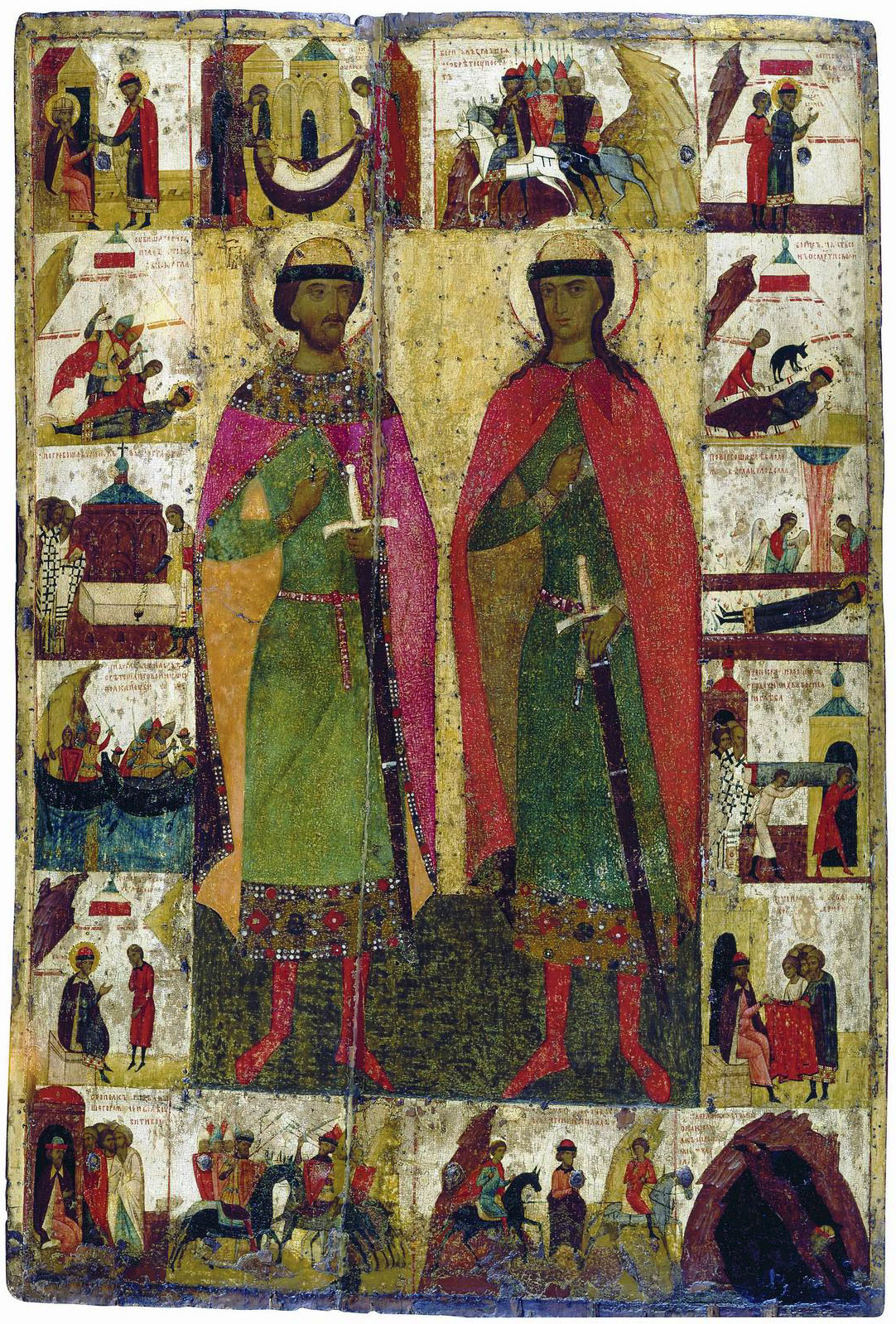
Святые Борис и Глеб, небесные покровители Вятской земли

Появление древнерусского населения на Вятке не отражено в общерусских летописях, позднейшими местными источниками («Повесть о стране Вятской» и другие) оно датируется концом XII века. По мнению некоторых археологов, подобная датировка соответствует археологическим данным.
Согласно данным «Повести», новгородская дружина плыла по Вятке, и обнаружила на её высоком правом берегу хорошо укреплённое валом и рвом городище, населённое «чудью отяками». Местными жителями оно называлось «Болванский городок». Новгородцы решили взять это городище, и дали обет святым князьям Борису и Глебу (воинским покровителям), что не будут пить и есть, пока не возьмут город. В результате, 24 июля (по старому стилю) 1181 года город был взят. Часть его защитников была перебита, остальные вместе с жителями разбежались по лесам. На месте городища новгородцы основали новый город Никулицын, и первым делом построили там церковь в честь Святых Бориса и Глеба. Данная церковь с хранящейся там иконой этих святых всегда считались особенно важными для всей Вятской земли.
Настоящим городом Никулицын становится во 2-й половине XIII—XIV веках, когда сюда направляется поток беженцев из разорённых татаро-монголами земель. К этому времени относятся более 20 ям и сооружений, в том числе 12 жилых и хозяйственных землянок. Тогда же жителями Никулицына были сооружены его основные укрепления — валы со срубными стенами на них и с угловыми башнями. Вдоль крутых склонов мыса был забит частокол. В 1-й половине XIV века землянки, в которых в условиях местного климата было сыро и холодно, начинают сменяться наземными срубными домами. Одновременно с этим меняется планировка городка. Если ранее жилища располагались рядами вдоль берега реки, то теперь они ставятся рядами почти перпендикулярно к нему, вдоль напольной стороны. При этом срубы стоят вплотную друг к другу, создавая дополнительные линии обороны на наиболее опасном направлении со стороны поля. Две другие стороны примерно трёхугольного в плане городка защищали крутой берег Вятки и глубокий ров-овраг. Крепость имела 4 башни, две проезжие, с мостами через рвы. Помимо этого детинца, предположительно, был также окольный город (ограждённый посад) площадью два — три га, а также неограждённый посад под берегом реки, существовавший до середины XVI века.
Первоначальным именем городка было, вероятно, Микулицын, — в грамоте XVI века есть упоминание о «пожне напротив Микулицына». Аналогичная форма указана в «Сказании о вятчанех», сочинении XVII века. Название может происходить от имени Николая Чудотворца (в просторечии Микула), издревле почитаемого на Вятке. На городище найден крест-энколпион и небольшая нагрудная иконка с его изображениями.

## Находки
В ходе раскопок Никульчинского городища выявлено огромное количество разнообразных находок. Очень много предметов вооружения, почти все виды которого здесь представлены. Это говорит об особом статусе Никулицына в системе обороны края. Однако население города занималось и вполне мирными делами: обнаружены остатки гончарного горна, кузницы, выплавки железа и меди, косте- и камнерезного производств, ткачества и металло- и деревообработки. Горожане обрабатывали землю, выращивали скот, ловили рыбу, охотились. Обнаружены железное писало — свидетельство грамотности, шахматные фигуры и игральные фишки, детские игрушки и игральные фишки. Находки крестиков и иконок сочетаются с находками языческих амулетов, что свидетельствует о сохранении языческой магии. Недалеко от городища обнаружен могильник.

## Сельская округа
Никулицын стал городским центром формирования сельской округи. Вокруг него в радиусе 20 км обнаружено около десяти поселений (селищ), древнейшие из которых относятся к XII—XIII векам. Селища обнаружены и на территории будущего города Хлынова. Границы сельской округи города — предполагаемой волости — охраняли крепости-городища — Подчуршинское, Кривоборское, Чижевское и Вятское.

## Закат города
После взятия Вятской земли в Московское царство в 1489 году город Никулицын перестал существовать, сохранилась лишь жизнь на посаде, ставшем селом Никульчино (в настоящее время небольшая дачная деревня). На городище осталась лишь церковь, а его площадка постепенно заполнилась православным кладбищем.